# Liste der Kulturdenkmäler in Tawern
In der Liste der Kulturdenkmäler in Tawern sind alle Kulturdenkmäler der rheinland-pfälzischen Ortsgemeinde Tawern einschließlich des Ortsteils Fellerich aufgeführt. Grundlage ist die Denkmalliste des Landes Rheinland-Pfalz (Stand: 8. Februar 2023).

## Einzeldenkmäler
| Bezeichnung                                | Lage                                                      | Baujahr                     | Beschreibung | Bild                           |
| ------------------------------------------ | --------------------------------------------------------- | --------------------------- | --- | ------------------------------ |
| Wegekapelle                                | Tawern, Kapellenstraße, an Nr. 3 Lage                     | Anfang des 20. Jahrhunderts | Wegekapelle, Anfang des 20. Jahrhunderts | Fotos hochladen                |
| Mater-Dolorosa-Kreuz                       | Tawern, Kapellenstraße, bei Nr. 32 Lage                   | um 1500                     | spätgotisches Nischenkreuz, um 1500 | Fotos hochladen                |
| St. Margarethenkapelle                     | Tawern, Kapellenstraße 42, auf dem Friedhof Lage          | 16. oder 17. Jahrhundert    | dreiachsiger Saalbau, 16. oder 17. Jahrhundert, Erneuerung bezeichnet 1727; Kreuzigungsbildstock, bezeichnet 1820; neugotischer Grabstein, 1863 | Fotos hochladen                |
| Katholische Pfarrkirche St. Peter und Paul | Tawern, Kirchweg 4 Lage                                   | 1907–09                     | dreischiffige neugotische Hallenkirche, 1907–09, Architekt Ernst Brand                                                                          | weitere Bilder Fotos hochladen |
| Heiligenhäuschen                           | Tawern, Römerstraße, an Nr. 17 Lage                       | um 1900                     | Heiligenhäuschen, um 1900 | Fotos hochladen                |
| Kirchturm                                  | Tawern, Römerstraße, bei Nr. 50a Lage                     |                             | romanischer Ostturm der alten Pfarrkirche; platzbildprägend mit ehemaligem Pfarrhaus von 1826 (Römerstraße 50a) und Wohnhaus (Nr. 53)           | weitere Bilder Fotos hochladen |
| Hofanlage                                  | Fellerich, Mittelstraße 2 Lage                            | 1829                        | stattlicher Streckhof, 1829, Erneuerung bezeichnet 1914                                                                                         | Fotos hochladen                |
| Quereinhaus                                | Fellerich, Mittelstraße 8 Lage                            | spätes 18. Jahrhundert      | Quereinhaus, spätes 18. Jahrhundert, Erneuerung bezeichnet 1846                                                                                 | Fotos hochladen                |
| Katholische Filialkirche St. Willibrord    | Fellerich, Zum Albach 1 Lage                              | 1846                        | Saalbau, Rundbogenstil, 1846 | weitere Bilder Fotos hochladen |
| Fellericher Mühle                          | Fellerich, südwestlich des Ortes im Tal des Albaches Lage | 1836                        | stattlicher zwei- bis dreigeschossiger klassizistischer Walmdachbau, 1836                                                                       | BW                             |